# Vale la pena (álbum)
Vale la pena es el título del segundo álbum en estudio que graba la cantante brasilero-venezolana Elisa Rego y el cual sale a la venta en el año de 1991. El disco sólo fue publicado en formato de disco compacto y el mismo trae un compilado de diez temas originales en su repertorio. 
Es un trabajo discográfico algo diferente a lo que nos presentó en su álbum anterior; este disco está lleno de cambios, no solo a nivel de sonido ya que hay un giro en lo del estilo musical predominante en el disco… tendiendo más hacía las sonoridades latinas y tropicales y algo menos hacia las canciones del tipo pop o con un marcado estilo tecno; sino que también hay cambios en lo concerniente al sello discográfico al no ser Sonográfica la disquera con que Elisa publica este nuevo trabajo, sino que lo hace en esta oportunidad con la discográfica EMI de Venezuela, quizá buscando con esta nueva disquera, un poco más de libertad a la hora de producir los temas.

## Generalidades del álbum
Este disco supone un cambio notable en lo que se refiere al concepto musical dominante en el mismo, sobre todo, si se le compara con el estilo musical presentado en el álbum anterior en donde casi la totalidad de las canciones que lo conformaban eran canciones hechas en baladas-pop', medios-tiempos y algunos up-tempos tecno-rockeros. 
En este nuevo trabajo, Elisa suena más a música-bailable tipo salsa o merengue-popero, con la evidente incorporación en los temas de trompetas y muy especialmente de percusiones más latinas, estas últimas, ejecutadas por uno de los percusionistas más conocidos de Venezuela, "Nene" Quintero.
El álbum está conformado por diez canciones de las cuales sólo tres de los mismos son propiamente dichas del tipo baladas-pop. El resto de las canciones—a pesar de que siguen siendo canciones pop—son temas netamente bailables que si bien no están producidos en un estilo estricto de música salsa, al escucharlas es inevitable el no hacer una relación con este tipo de música, ¡Incluso!, hay temas en los que hay sonoridades muy a lo bachata ("Tratando") y otro, en lo que se juguetea con el sonido del vallenato y merengue ("No le hables, no le llores"). 
En general en los temas titulados: "Por tu amor", "Hazme temblar", "Mamá no deja", "Lluvia de placer" y la canción que le da título al álbum, se puede notar claramente este cambio de estilo que querido darle Elisa a ésta nueva placa musical. 
Sólo tres canciones están dentro del ritmo de la balada—con sus respectivas fusiones, claro está—y son los siguientes: 1.- "Esta vez", una balada-pop con un ligero toque latino en lo de la percusión; 2.- "Tratando", una balada con reminiscencias de la bachata del cual se hizo su respectivo videoclip promocional y por último, "Por haberme olvidado (te perdono)", la mejor pieza musical pop de todo este álbum, con un sonido muy internacional y una vocalización por parte de La Rego, excepcional.

## La grabación del disco
Este álbum fue grabado por completo en los Estudios "'AUDIO UNO" (Caracas, Venezuela) entre día/mes/año y día/mes/año y contó con la colaboración de los Ingenieros de Sonido Nucho Bellomo y Edgar Espinoza. La dirección artística es de Félix Madrigal. Ingeniero de mezcla: Nucho Bellomo. Asistente de producción: Eduardo Rodríguez. La foto-portada es del fotógrafo Sabino Flora y el diseño gráfico del álbum está a cargo de Reinaldo Bello.
Músicos que participan en éste álbum:

- Teclados y programación: Willie Croes,
- Trompeta: Gustavo Aranguren.
- Percusión en todos los temas y, Arreglos de percusión en el tema "Mamá no deja": Carlos "Nene" Quintero.
- Violín y Solo de violín en el tema "Esta vez": Federico Britos.
- Guitarra eléctrica: Rubén Rebolledo, Álvaro Falcón, Roberto Jirón.
- Guitarra acústica: Rubén Rebolledo, Roberto Jirón.
- Mandolina: Rubén Rebolledo.
- Bajo: Miguel Blanco, Carlos Pucci
- Vibráfono: Freddy Roldan.
- Platos, Hi-Hat y Tomsi y, Caja: Ricardo Delgado.
- Saxo alto: Ezequiel Serrano.
- Saxo soprano: Benjamín Brea.
- Voces de acompañamiento (coros): Ana Valencia, Biela Da'Costa, Pedro Castillo, Carlos Pucci, Norma Hernández, y, Elisa Rego.

Si bien en el primer álbum casi todos los temas llevan la firma de Elisa Rego en lo referente a la letra de las canciones; en disco sólo vamos a encontrar una sola canción que lleva su autoría, el tema "Me pierdo en tus ojos", canción que Elisa escribe junto a Willie Croes a cargo de música de la canción. 
Entre los escritores que participan en este trabajo encontramos a: Alejandro G. Abad, autor del tema que bautiza el disco, una canción que está entre ser un mid-tempo y up-tempo bastante bailable, Alejandro Filio, Fernando Osorio (del dúo Fernando & Juan Carlos) con dos piezas musicales, "Por tu amor" y, "Tratando", William Luque con uno de los mejores temas pop de todo el álbum, "Por haberme olvidado (te perdono)", Félix Madrigal y Yasmil Marrufo a cargo de las tres canciones más bailables de todo el repertorio, "Mamá no deja", "Lluvia de placer" y, "No le hables, no le llores".

## Los agradecimientos
La misma Elisa, hace los siguientes agradecimientos:

“Quiero agradecer a las siguientes personas que hicieron este disco posible:

En primer lugar quiero dar las gracias a Willie Croes por su talento, su
tiempo, paciencia; por creer en mi y en este proyecto, por sus maravillosos
arreglos y su dedicación a la producción de este disco; y por apoyarme cuando
más lo necesitaba.

A Nucho Bellomo por su magnifico trabajo.

A Edgar Espinoza por su paciencia y profesionalismo.

A Eduardo Rodríguez por siempre estar a nuestro lado.

A todos los músicos que participaron en éste disco aportando sus talentos; y a
los “pedantes” (coros) por sus voces y egos.”
Libreto de créditos de las canciones incluido en el CD-álbum: "Vale la pena"

## Promoción de las canciones
De este álbum, la discográfica eligió como primer corte promocional para sonar en las emisoras de radio el tema titulado "Mamá no deja", una canción que desde el primer momento deja ver la influencia de la música latina, especialmente en lo que respecta a la percusión y en los coros. El tema tuvo buena aceptación desde el primer momento en que se comenzó a promocionar en la radio.
'Información sobre la promoción de los sigles faltante aún por agregar...

## Portada y contraportada
La portada de este álbum es muy sencilla, está conformada por una foto pequeña a color, de medio busto, ubicada adelante en primer plano, la foto no está centrada en la carátula, sino que está hacía el lado derecho de la misma; detrás de ésta, tenemos un detalle ampliado de la foto que está en primer plano y se trata de un zoom del rostro de Elisa Rego que queda tapado a la mitad por la foto de medio busto que está al frente; ésta ampliación del rostro de Elisa tiene efecto solarizado lo cual le da un aspecto de estar desteñida por el Sol. 
En la esquina superior-izquierda tenemos en horizontal el nombre de la cantante con orientación de izquierda a derecha insertada dentro de recuadros de color a manera de resaltador de texto (similar a lo que se hace con el programa Microsoft Word) y en la misma esquina; pero en vertical de arriba hacia abajo, el apellido REGO, escrito todo en letras mayúsculas de color azul.
El diseño gráfico de todo el álbum está a cargo de Reinaldo Bello y la foto de la carátula es de Sabino Flora.

## Lista de canciones
| N.º | Título                              | Escritor(es)                             | Duración |  |
| 1.  | «Vale la pena»                      | Alejandro G. Abad                        | 4:21     |  |
| 2.  | «Esta vez»                          | Alejandro Filio                          | 3:42     |  |
| 3.  | «Por tu amor»                       | Fernando Osorio                          | 3:55     |  |
| 4.  | «Por haberme olvidado (te perdono)» | William Luque                            | 3:58     |  |
| 5.  | «Hazme temblar»                     | Félix Madrigal                           | 4:16     |  |
| 6.  | «Mamá no deja»                      | Yasmil Marrufo                           | 4:03     |  |
| 7.  | «Lluvia de placer»                  | Yasmil Marrufo                           | 4:19     |  |
| 8.  | «Tratando»                          | Fernando Osorio                          | 4:01     |  |
| 9.  | «Me pierdo en tus ojos»             | Letra: Elisa Rego / Música: Willie Croes | 3:52     |  |
| 10. | «No le hables, no le llores»        | Yasmil Marrufo                           | 3:46     |  |